# Moriscos (municipio)
Moriscos es un municipio y localidad española de la provincia de Salamanca, en la comunidad autónoma de Castilla y León. Se integra dentro de la comarca de La Armuña. Pertenece al partido judicial de Salamanca y a la Mancomunidad La Armuña.
Su término municipal está formado por las localidades de Moriscos y los despoblados de Granja Capea y La Estación. Ocupa una superficie total de 12,08 km² y según los datos demográficos recogidos por el INE en 2021, cuenta con una población de 487 habitantes. Su densidad es de 37.99 habitantes por km².

## Historia

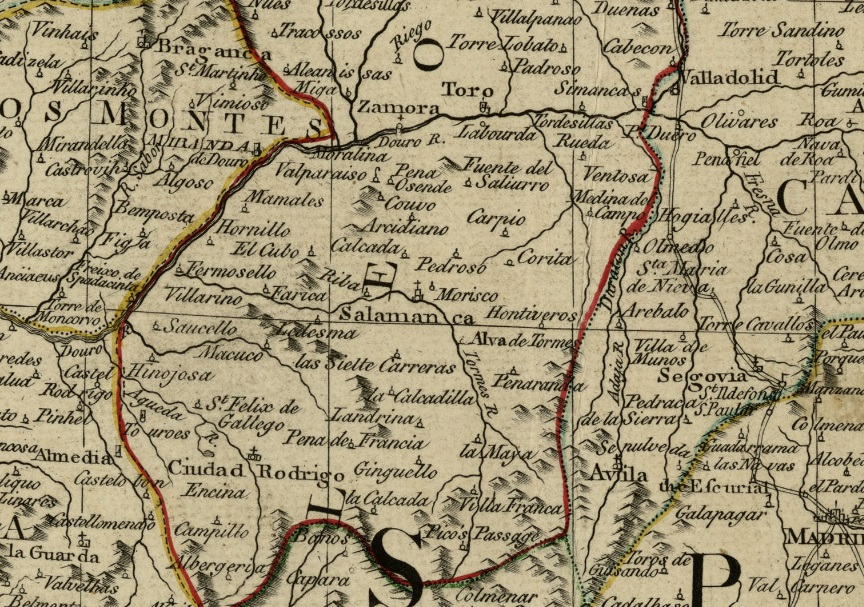
Detalle del mapa A new map of the kingdoms of Spain and Portugal with their principal divisions, publicado en 1794 por Laurie y Whittle, en el que puede observarse Moriscos.

Su fundación se remonta al siglo XIV, quedando entonces integrado en el cuarto de Villoria de la jurisdicción de Salamanca, dentro del Reino de León, denominado "Morisco", en singular, debiendo su nombre al hecho de haber sido poblada la localidad con personas de origen morisco. Con la creación de las actuales provincias en 1833, Moriscos quedó encuadrado en la provincia de Salamanca, dentro de la Región Leonesa. En 1877 comenzó a prestar servicio la estación de ferrocarril del municipio, tras la inauguración de la línea férrea Salamanca-Medina del Campo.

## Geografía humana

### Demografía
Cuenta con una población de 566 habitantes (INE 2024).
| Gráfica de evolución demográfica de Moriscos entre 1842 y 2021 |
| |
| Población de derecho según los censos de población del INE Población de hecho según los censos de población del INEEntre el censo de 1991 y el anterior, aparece este municipio porque se segrega del municipio 37092 (Castellanos de Moriscos) Entre el censo de 1981 y el anterior, este municipio desaparece porque se agrupa en el municipio 37092 (Castellanos de Moriscos) |

### Núcleos de población
El municipio se divide en varios núcleos de población, que poseían la siguiente población en 2021 según el INE.
| Núcleo de población | Población |
| ------------------- | --------- |
| Moriscos            | 487       |
| La Estación         | 0         |
| Granja Capea        | 0         |

## Administración y política
| Partido político                              | 2019  | 2019  | 2019       | 2015  | 2015  | 2015       | 2011  | 2011  | 2011       | 2007  | 2007  | 2007       | 2003  | 2003  | 2003       |
| Partido político                              | %     | Votos | Concejales | %     | Votos | Concejales | %     | Votos | Concejales | %     | Votos | Concejales | %     | Votos | Concejales |
| Partido Popular (PP)                          | 79,82 | 178   | 6          | 76,44 | 146   | 6          | 63,06 | 169   | 4          | 50,86 | 59    | 4          | 61,80 | 55    | 5          |
| Partido Socialista Obrero Español (PSOE)      | 20,18 | 45    | 1          | 20,42 | 39    | 1          | 1,12  | 3     | 0          | 31,90 | 37    | 1          | 3,37  | 3     | 0          |
| Coalición SI por Salamanca (SI)               | —     | —     | —          | —     | —     | —          | 31,72 | 85    | 1          | —     | —     | —          | —     | —     | —          |
| Agrupación Independiente de Moriscos (AIM)    | —     | —     | —          | —     | —     | —          | —     | —     | —          | 25,00 | 29    | 0          | —     | —     | —          |
| Unión del Pueblo Salmantino (UPSa)            | —     | —     | —          | —     | —     | —          | —     | —     | —          | 3,45  | 4     | 0          | —     | —     | —          |
| Unidad Regionalista de Castilla y León (URCL) | —     | —     | —          | —     | —     | —          | —     | —     | —          | —     | —     | —          | 23,60 | 21    | 0          |